# Dólar estadounidense
El dólar estadounidense o dólar americano (también abreviado con el símbolo $ o con su abreviatura alfabética estándar internacional USD) es la moneda de curso legal de Estados Unidos, sus dependencias y otros países. El dólar es la moneda de reserva internacional más importante del mundo y también la más utilizada en las transacciones internacionales. Su condición de divisa de referencia mundial la ha convertido en la moneda oficial de varios países y la moneda de facto en muchos otros, que utilizan su papel moneda para las transacciones corrientes o dan un tipo de cambio fijo a sus divisas nacionales respecto al dólar. La política monetaria de los Estados Unidos está a cargo del Sistema de la Reserva Federal, que actúa como el banco central de la nación y que también se encarga de la emisión de los dólares. El código ISO 4217 para esta moneda es USD.
Esta divisa se creó en 1792, con la aprobación de la Coinage Act, que introdujo el dólar, dividido en 100 centavos y con un valor igual al del real de a 8 español y la autoridad para la acuñación de monedas denominadas en dólares y centavos. El dólar estadounidense, cuyo color más característico e históricamente predominante ha sido el verde en sus billetes, se caracterizó en su origen por el bimetalismo: su valor quedó fijado en 24.057 gramos de plata fina o, desde 1837, en 1.505 gramos de oro o 20.67 dólares por onza troy. La Gold Standard Act de 1900 rompió con el bimetalismo al vincular al dólar únicamente con el oro. El dólar se convirtió en una moneda de reserva de importancia desde el final de la Primera Guerra Mundial y desplazó a la libra esterlina como principal moneda de reserva en el mundo tras el acuerdo de Bretton Woods, al final de la Segunda Guerra Mundial. En 1934, se revisó su equivalencia con el oro hasta los 35 dólares por onza troy, valor que mantendría a lo largo de varias décadas, hasta que en 1971 quedó definitivamente desvinculada del patrón oro, por lo que la divisa se convirtió, de facto, en una moneda fiat.
Aunque la emisión de esta clase de dólares solo se hace en Estados Unidos, catorce países más usan el nombre «dólar» para su moneda. Por su parte, otras naciones como Ecuador, El Salvador, Panamá y Timor Oriental, por medio de ratificaciones y acuerdos o como sustitución de un circulante propio debilitado, lo han elegido como moneda oficial y medio legal de pago.
El 1 de enero de 2025, la moneda en circulación era 2,371 billones USD.

## Símbolo
Existen varias versiones sobre el origen del símbolo $, la mayoría apuntando a un origen hispánico. La que posiblemente es la más ampliamente aceptada, según la Oficina de Grabado e Impresión de los Estados Unidos, es que el mismo es el resultado de la evolución de la abreviatura novohispana y española Ps, que abreviaba pesos, piastras, o piezas de a ocho. Esta teoría, derivada del estudio de manuscritos de los siglos XVIII y XIX, explica que la s pasó gradualmente a escribirse sobre la P, desarrollando un equivalente próximo a $. El símbolo fue ampliamente usado antes de la adopción del USD en 1785.
Otra es que el símbolo fue derivado de —o inspirado por— la marca de ceca de la casa de la moneda colonial española de la ciudad. En ella se encontraba la mina de Potosí, en el actual país de Bolivia. Esta marca de ceca estaba compuesta de las letras PTSI superpuestas una encima de otra, formando un símbolo muy similar al original símbolo del dólar (el de una barra vertical: $). Los reales de plata españoles —las «piezas de a ocho»— eran de uso común en las colonias inglesas de Norteamérica. Gran parte de esas monedas serían acuñadas en la mina de Potosí. Estas, además, habrían tenido un perfil algo elevado, ya que la mina de plata de Potosí supuestamente fue la más grande de la historia, tanto que Potosí llegó a ser durante un tiempo la ciudad más grande de toda América y su fama era mundial en aquella época.
Actualmente, en algunas ocasiones, aún se usa la variante con dos barras verticales. Esta variante se atribuye a veces a la idea de superponer U y S (de United States), pero parece que la misma ya existía por la época en que la zona era colonia británica. El símbolo sería una estilización de las Columnas de Hércules que aparecían en las monedas acuñadas en la Ceca de México, los reales de a 8 llamados columnarios. Las barras verticales serían las columnas y la S sería la banda con la leyenda «Plus Ultra» que las envolvía. Un sello con esta forma se estampaba sobre los lingotes de oro y plata que viajaban en la Flota de Indias con destino al Tesoro Real. La versión de una sola barra es una simplificación del original de dos.
Por último, la similitud del símbolo del dólar con el del sestercio (IIS, I·IS o HS) podría hacer pensar en un origen romano. Sin embargo, en los manuscritos antiguos nunca aparece el símbolo del sestercio con los trazos verticales superpuestos a la letra S.

## Tasa de cambio y cotización
Actualmente todas las divisas del mundo están sujetas entre sí según los flujos de capitales, lo que hace variar las tasas de cambio y las cotizaciones. Este sistema de entramado de ligas es lo que le da el valor al dinero.
Por mucho tiempo el dólar fue el pilar de la economía mundial, siendo este la base para los tipos de cambio y cotizaciones mundiales. Ahora con el euro hay un mayor entramado de tira y afloja de las ligas que unen a las divisas mundiales.
Para Joseph Stiglitz, el sistema de reservas en dólares es parte de la crisis, ya que hace que gran parte del efectivo llegue a EE. UU. Él sugirió que se creara un nuevo sistema global de reservas. Zhou Xiaochuan —gobernador del banco central chino— propuso lo mismo y pidió la creación de una nueva moneda y que el FMI emitiera la nueva moneda.

## Monedas
Las monedas oficiales de los Estados Unidos se han producido cada año desde 1972 hasta el presente.
| Denominación          | Nombre común (en inglés)   | Anverso | Reverso | Retrato y fecha de su diseño | Motivo del reverso y fecha de su diseño | Peso    | Diámetro | Material                         | Canto                  | Circulación |
| --------------------- | -------------------------- | ------- | ------- | --- | --- | ------- | -------- | -------------------------------- | ---------------------- | ----------- |
| Un centavo 1¢         | penny                      |         |         | Abraham Lincoln (1909-presente) | Monumento a Lincoln (1959-2008) Escudo de la Unión (2010-presente) | 2.50 g  | 19.05 mm | 97.5 % Zn 2.5 % Cu               | Liso                   | Amplia      |
| Cinco centavos 5¢     | nickel                     |         |         | Thomas Jefferson (1938-presente) | Monticello (1938-presente) | 5.00 g  | 21.21 mm | 75 % Cu 25 % Ni                  | Liso                   | Amplia      |
| Dime 10¢              | dime                       |         |         | Franklin D. Roosevelt (1946-presente) | Rama de olivo, antorcha, rama de roble (1946-presente) | 2.27 g  | 17.91 mm | 91.67 % Cu 8.33 % Ni             | Estriado (118 estrías) | Amplia      |
| Cuarto de dólar 25¢   | quarter                    |         |         | George Washington (1932-presente) | Águila calva sobre un haz de flechas y dos ramas de olivo (1932-1998) Varios; cinco diseños por año (1999-presente)                                                                                        | 5.67 g  | 24.26 mm | 91..67 % Cu 8.33 % Ni            | Estriado (119 estrías) | Amplia      |
| Medio dólar 50¢       | half                       |         |         | John F. Kennedy | Sello presidencial | 11.34 g | 30.61 mm | 91.67 % Cu 8.33 % Ni             | Estriado (150 estrías) | Limitada    |
| Moneda de un dólar $1 | dollar coin, golden dollar |         |         | La Casa Blanca (1992, moneda de plata conmemorativa del bicentenario de la construcción de la Casa Blanca) Imagen del Museo Smithsonian original (1996, moneda de plata y cobre conmemorativa del sesquicentenario de la construcción del Museo Smithsonian) Sacajawea con su hijo Jean Baptiste Charbonneau (2000-presente) Presidentes de los Estados Unidos (2007-2016; 2020), y otras monedas de 1 dólar | James Hoban, arquitecto de la Casa Blanca (1992) Figura alegórica portando la antorcha del conocimiento (1996) Águila calva en vuelo (2000-2008) Varios; nuevo diseño cada año, y otras monedas de 1 dólar | 8.10 g  | 26.50 mm | 88.5 % Cu 6 % Zn 3.5 % Mn 2 % Ni | Incuso                 | Limitada    |

## Billetes

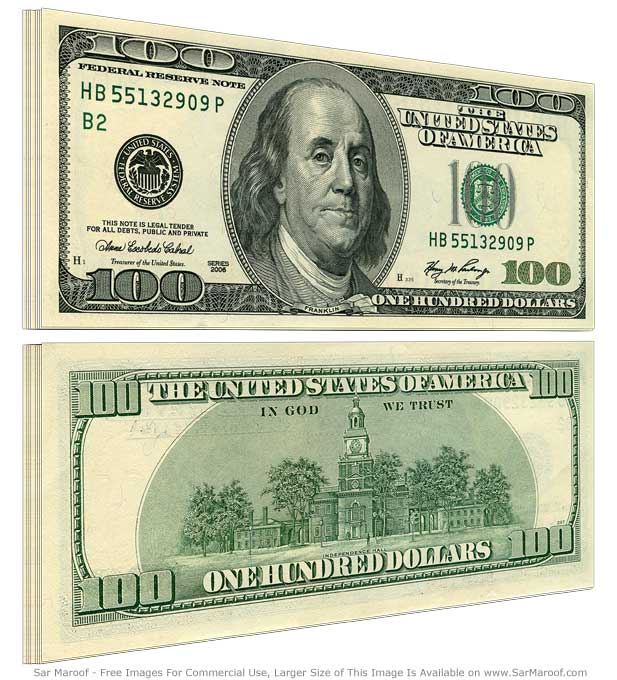

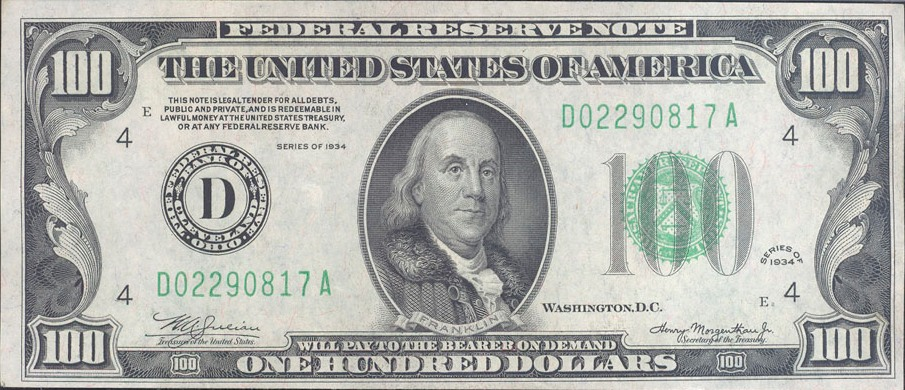

| Denominación      | Anverso | Reverso | Retrato            | Motivo del reverso                            | Primera serie   | Última serie | Circulación |
| ----------------- | ------- | ------- | ------------------ | --------------------------------------------- | --------------- | ------------ | ----------- |
| Un dólar          |         |         | George Washington  | Gran Sello de los Estados Unidos              | Serie 1935/1963 | Serie 2017   | Amplia      |
| Dos dólares       |         |         | Thomas Jefferson   | Declaración de Independencia de Trumbull      | Serie 1976      | Serie 2017   | Limitada    |
| Cinco dólares     |         |         | Abraham Lincoln    | Monumento a Lincoln                           | Serie 2006      | Serie 2017   | Amplia      |
| Diez dólares      |         |         | Alexander Hamilton | Departamento del Tesoro de los Estados Unidos | Serie 2004      | Serie 2017   | Amplia      |
| Veinte dólares    |         |         | Andrew Jackson     | Casa Blanca                                   | Serie 2004      | Serie 2017   | Amplia      |
| Cincuenta dólares |         |         | Ulysses S. Grant   | Capitolio de los Estados Unidos               | Serie 2004      | Serie 2017   | Amplia      |
| Cien dólares      |         |         | Benjamin Franklin  | Independence Hall                             | Serie 2009      | Serie 2017   | Amplia      |

### Descripción
La Constitución de Estados Unidos establece que el Congreso tiene el poder de «pedir prestado a crédito dinero de los Estados Unidos». El Congreso ejerce este poder al autorizar a los bancos de la Reserva Federal a emitir billetes de la Reserva Federal. Estos pagarés son «obligaciones de Estados Unidos» y «se canjearán por dinero legal en el Departamento del Tesoro de los Estados Unidos, en la ciudad de Washington (Distrito de Columbia) o en cualquier banco de la Reserva Federal». Los billetes de la Reserva Federal son por ley la «moneda de curso legal» para el pago de deudas. Por otro lado, el Congreso ha autorizado la emisión de más de 10 tipos de billete de banco de dólar a lo largo de la historia, aunque el billete de la Reserva Federal es el único que permanece en circulación desde la década de 1970.
Los billetes de la Reserva Federal son impresos por la Oficina de Grabado e Impresión y están hechos de papel de fibra de algodón —a diferencia del papel común, que se fabrica con fibra de madera—. Los «billetes de gran tamaño» emitidos antes de 1928 medían 188.5 mm ×  79.4 mm, mientras que los billetes pequeños introducidos ese año miden 155.96 mm × 66.29 mm × 0.11 mm. Las dimensiones de los billetes estadounidenses modernos (de pequeño tamaño) son idénticas al tamaño de los billetes de pesos filipinos emitidos durante la administración de los Estados Unidos después de 1903, que gozaron de gran éxito entre la población.

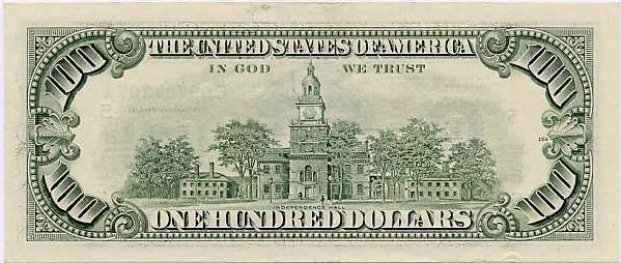

Las denominaciones impresas actualmente son de 1, 2, 5, 10, 20, 50 y 100 dólares. Los billetes por encima de los 100 dólares dejaron de imprimirse en 1946 y se retiraron oficialmente de la circulación en 1969. Estos billetes se utilizaron principalmente en transacciones interbancarias y en los negocios del crimen organizado; fue este último uso el que llevó al presidente Richard Nixon a emitir una orden ejecutiva en 1969 para detener su circulación. Con el advenimiento de la banca electrónica, se volvieron aún menos necesarios. Los billetes en denominaciones de 500, 1000, 5000, 10 000 y 100 000 dólares se produjeron todos simultáneamente, exceptuando el billete de 100 000 USD, que solo se emitió como un certificado de oro de la serie 1934 y nunca circuló públicamente, por lo que su posesión es ilegal. Los billetes de alta denominación y fuera de circulación se han convertido en artículos de colección y el valor que le otorgan los coleccionistas es mayor que su valor facial.
Aunque sigue siendo predominantemente verde, las series posteriores a 2004 incorporan otros colores para distinguir mejor las diferentes denominaciones. En 2008, el American Council of the Blind solicitó a la Oficina de Grabado e Impresión cambios físicos en los billetes para aumentar su legibilidad. En respuesta a esa demanda, se planeó añadir una «característica táctil» en forma de relieve en el próximo rediseño de cada billete, excepto en los billetes de 1 $ y 100 $. También está planificado ampliar el tamaño de los números y darles un mayor contraste, además de aumentar las diferencias de color y distribución de lectores de moneda para ayudar a las personas con discapacidad visual durante el período de transición.

## Uso internacional

### Precedentes
La notas coloniales, expedidas por la colonia de la bahía de Massachusetts, comenzaron a ser expedidos en el 1690. Con el paso del tiempo y, especialmente en la guerra de independencia, surgieron otras monedas como la «moneda continental» que pronto perdió su valor.
Entre los siglos XVI y XIX la moneda de referencia para el comercio internacional entre Europa, Asia y América fue históricamente el real de a 8, también conocido en inglés como «dólar español», gracias a que estableció un sistema estandarizado y global de plata, un metal abundante gracias a su extracción masiva en las colonias españolas y que garantizaba la durabilidad de la moneda a lo largo del tiempo. El dólar estadounidense derivó directamente del real de a 8. El real español acabaría siendo reemplazado como moneda de referencia por la libra esterlina y el establecimiento del patrón oro en el último cuarto del siglo XIX.
El dólar estadunidense empezó a sustituir a la libra como moneda de reserva internacional hegemónica a partir de la década de 1920, debido a que el país salió ileso de la Primera Guerra Mundial y fue un importante receptor de oro durante el conflicto. Después de que Estados Unidos se convirtiera en la superpotencia hegemónica terminada la Segunda Guerra Mundial, el acuerdo de Bretton Woods de 1944 estableció un sistema monetario internacional donde el dólar estadunidense se convirtió en la principal moneda de reserva y divisa de referencia en el comercio mundial. Fue también la única moneda de posguerra vinculada al oro, pues Estados Unidos poseía entonces el 75 % de las reservas de oro, con un valor de 35 dólares por onza troy. El resto de divisas de importancia mantuvieron un tipo de cambio fijo respecto al dólar, tipo de cambio que aseguraba cada país a través de su política monetaria y la ayuda del Fondo Monetario Internacional y el Banco Mundial. Este sistema terminó en 1971, cuando el dólar abandonó el patrón oro, aunque la moneda continuó desempeñando un papel preponderante que se mantiene hasta hoy.
El color verde del dólar se debe a que, en 1861, el departamento del Tesoro comenzó a emitir "notas de demanda" llamadas greenbacks ya que tenían tinta verde en el reverso.

### Reservas internacionales

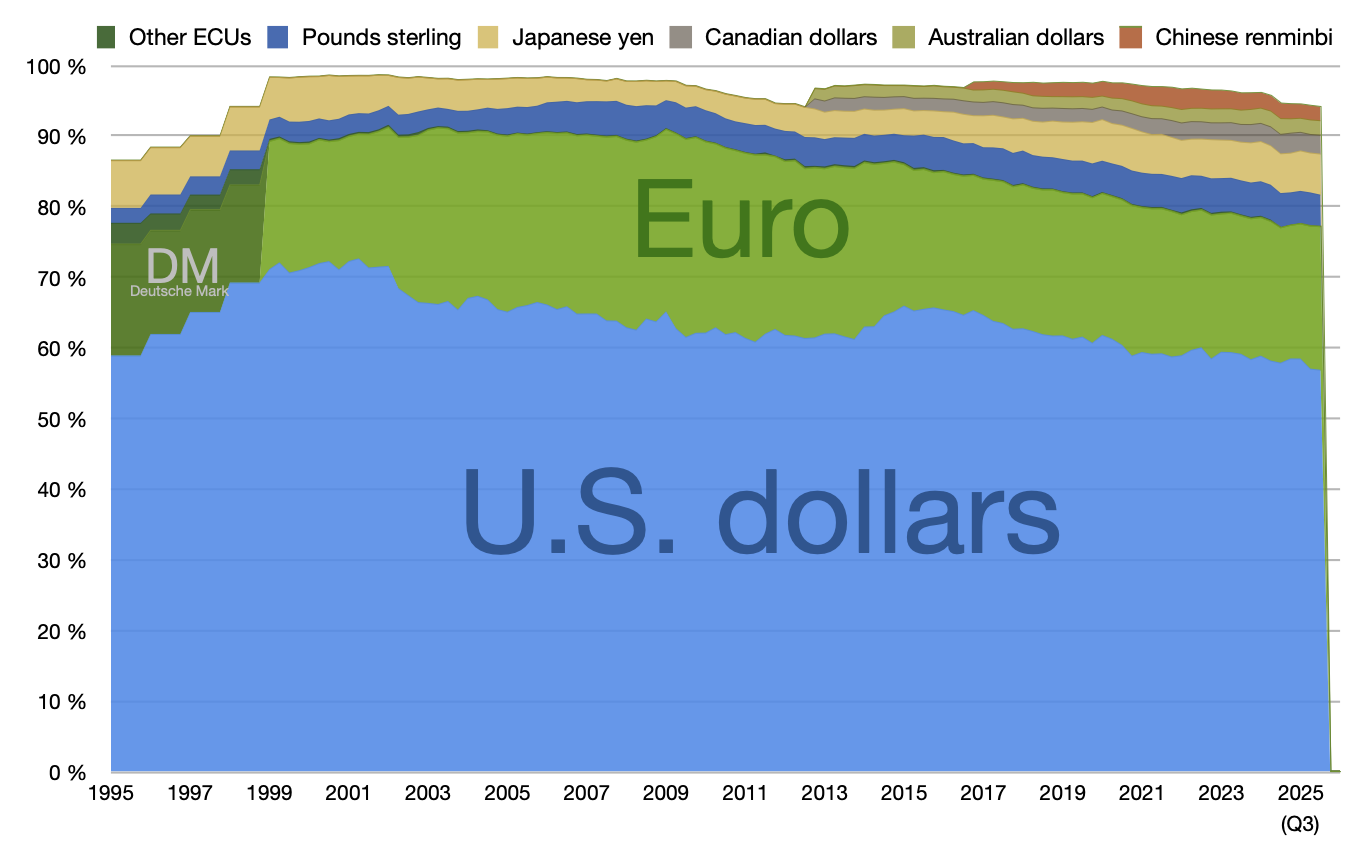
Evolución de la distribución de las reservas mundiales de divisas entre 1995 y 2015

El dólar estadounidense se encuentra, junto a las demás principales monedas del mundo —el euro, la libra, el yen y el renminbi— en la canasta de monedas de los derechos especiales de giro del Fondo Monetario Internacional. Los bancos centrales de todos los países tienen grandes reservas de dólares en sus depósitos y son importantes compradores de letras y pagarés del Tesoro de los Estados Unidos. El dólar es la principal moneda de reserva en todo el mundo desde el final de la Segunda Guerra Mundial, aunque desde sus máximos en la década de 1970 su cuota ha ido descendiendo progresivamente —de casi un 85 % en 1975 a un 59 % en 2020.
Las empresas, organizaciones y particulares extranjeros poseen dólares estadounidenses en cuentas de depósito extranjeras que reciben el nombre de eurodólares —no tienen relación con el euro— que están fuera de la jurisdicción de la Reserva Federal. Los particulares también poseen dólares fuera del sistema bancario, en su mayoría en forma de billetes de 100 dólares, de los cuales se calcula que el 80 % se encuentran fuera de Estados Unidos.
El Departamento del Tesoro de Estados Unidos ejerce una fuerte supervisión sobre la red de transferencias financieras SWIFT y en consecuencia, posee una destacada influencia en los sistemas de transacciones financieras mundiales y la capacidad de imponer sanciones a empresas y personas extranjeras.

### Mercados globales
El dólar estadounidense es la unidad monetaria estándar predominante en que cotizan y se comercian los bienes y con la que se liquidan los pagos en los mercados mundiales de materias primas. En este último mercado, la influencia del dólar es tan fuerte que históricamente existe la regla de que ante un fortalecimiento del dólar baja el precio de las materias primas, debido a que es la divisa de referencia para la mayoría de commodities. El índice dólar es un importante indicador de las fortalezas o debilidades del dólar frente a las seis monedas extranjeras más importantes.
Debido a su fortaleza, el gobierno de los Estados Unidos es capaz de tomar prestados billones de dólares de los mercados de capital globales emitidos por su banco central, la Reserva Federal, que está a su vez bajo el control del propio gobierno de los Estados Unidos. Esto trae como beneficio para el Estado unas tasas de interés mínimas y un riesgo de impago prácticamente nulo. Por el contrario, los gobiernos y empresas extranjeros que no pueden obtener préstamos en sus propias monedas locales se ven obligados a emitir deuda denominada en dólares estadounidenses, lo que trae consigo tasas de interés más altas y mayores riesgos de incumplimiento. La capacidad de los Estados Unidos de obtener préstamos en su propia moneda sin afrontar una crisis significativa en su balanza de pagos se ha descrito con frecuencia como un «privilegio exorbitante».
Debido a las fluctuaciones en la cotización del dólar a largo plazo, así como su influencia mundial, existe un permanente debate sobre si las políticas monetarias para consolidar un «dólar fuerte» son beneficiosas o no para Estados Unidos y por extensión para todo el mundo. Históricamente, el gobierno estadounidense ha preferido un dólar fuerte antes que uno devaluado, lo que conlleva para el país menores tasas de interés y mayor capacidad de importar productos y endeudarse, aunque como contrapartida, un dólar cotizado al alza resta competitividad exportadora a EE. UU., redundando en su fuerte déficit comercial.

### En otros países

Uso en el mundo del dólar estadounidense:
Estados Unidos
Países externos cuya moneda oficial es el dólar
Países con su moneda fijada al dólar
Países con su moneda vinculada al dólar con banda de flotación
Uso mundial del euro:
Unión Europea (eurozona)
Países externos que tienen, o no, un acuerdo con la UE para utilizar el euro como moneda oficial
Países con moneda fijada al euro
Países con su moneda vinculada al euro con banda de flotación

Otras naciones, además de los Estados Unidos, utilizan el dólar de EE. UU. como moneda oficial, un proceso conocido como dolarización oficial. Por ejemplo, Panamá ha estado usando el dólar junto con el balboa panameño como moneda de curso legal desde 1904 a una tasa de conversión de 1:1. Ecuador (2000), El Salvador (2001) Puerto Rico (1917) y Timor Oriental (2000) han adoptado la moneda de manera independiente. Países que fueron territorios dependientes de los Estados Unidos, como Palaos, los Estados Federados de Micronesia y las Islas Marshall, optaron por no emitir su propia moneda al lograr su independencia, por lo que continuaron usando la moneda estadounidense. Dos dependencias británicas también utilizan el dólar de EE. UU.: las Islas Vírgenes Británicas (1959) y las Islas Turcas y Caicos (1973). Otros países utilizan el dólar estadounidense y otras monedas extranjeras al mismo tiempo que su moneda local, como Camboya y Zimbabue.
La adopción del dólar como moneda oficial por parte de terceros países entraña tanto beneficios como riesgos para estas naciones. Dado que los países que normalmente optan por la «dolarización» suelen poseer divisas y economías débiles, la literatura económica tiende a señalar como beneficios potenciales la estabilidad de precios —baja inflación—, unos menores costes por motivo transacción, mayor acceso al mercado internacional y un mejor control de las finanzas públicas. Por el contrario, la adopción del dólar supone la renuncia a la soberanía monetaria por parte de ese país —además del derecho de señoreaje— y la imposibilidad de utilizar herramientas de política monetaria cuando la economía se vea comprometida, pues el control de la divisa está en manos de Estados Unidos, cuya política económica no tiene por qué ser favorable a la situación del «país dolarizado». También se señala normalmente como potencial inconveniente lo muy difícil que resultaría abandonar el dólar como divisa o la pérdida de competitividad comercial, especialmente en el caso de países en desarrollo.
En Argentina, durante la presidencia de Javier Milei se empezó a promover una "libre competencia de monedas" y una "dolarización endógena" permitiendo a los comercios publicar precios en dólares y recibir pagos en esta moneda con tarjeta de débito o QR. Además, el gobierno tiene la intención de remonetizar la economía con los dólares en el ámbito informal ante la escases de pesos tras frenar la emisión monetaria.  
Por su parte, en Venezuela desde el año 2019 se ha establecido una dolarización de facto (no se ha oficializado), debido a la devaluación de la moneda local (bolívar soberano). En ese país, el dólar estadounidense se emplea principalmente en bienes no esenciales o en aquellos cuyo costo en moneda local resultaría exorbitante. No obstante, desde 2020 se ha extendido incluso a algunos bienes esenciales, dada la hiperinflación y megadevaluación del bolívar. A continuación, una lista de los países que han creado sus propias monedas fraccionarias de dólar después de haber adoptado la divisa norteamericana como moneda oficial:
- Centavos de dólar de Ecuador
- Balboa panameño
- Centavos de dólar de Timor Oriental
- Monedas bono de Zimbabue

Aunque con moneda soberana propia, otros países mantienen ligada su divisa al valor del dólar estadounidense, entre los que se incluyen:
- En el Caribe: el dólar de las Bahamas, dólar de Barbados, dólar de Belice, dólar de Bermudas, dólar de las Islas Caimán, dólar del Caribe Oriental, el florín antillano de Países Bajos y el florín de Aruba.
- Los países árabes productores y exportadores de petróleo, dado que en el comercio petrolero se negocia en dólares: el riyal saudí, el dirham de Emiratos Árabes Unidos, el riyal de Omán, el riyal de Catar y el dinar bahreiní.
- Otros: el dólar de Hong Kong y la pataca macaense.